# Michael Emerson
Pour les articles homonymes, voir Emerson.
Michael Emerson, né le 7 septembre 1954 à Cedar Rapids (Iowa), est un acteur et illustrateur américain.
Il est principalement connu pour son rôle d'Harold Finch dans la série télévisée américaine Person of Interest et de Benjamin Linus dans Lost : Les Disparus.

## Biographie
Michael Emerson a grandi à Toledo dans l'Iowa. Il joue dans des pièces de son école mais c'est au lycée qu'il se rend compte que « de toutes les formes d'art possibles, l'art théâtral était ce qu'[il] arrivait le plus facilement et qu'[il] trouvait le plus excitant ». Il se spécialise alors dans le théâtre à l'université Drake (Des Moines), où il reçoit une distinction dans l'Art théâtral.
En 1976, il part s'installer à New York, poussé par sa petite amie poète. Il y restera 10 ans, travaillant comme illustrateur pour des journaux tels que le Boston Globe et le New York Times, à défaut de trouver le moyen d'être acteur.
En 1986, il quitte New York avec sa première femme pour Jacksonville en Floride, où ils finissent par divorcer. On lui conseille d'aller auditionner pour une pièce de théâtre à l'université du Nord de la Floride et il décroche le rôle de Iago dans Othello. Son ex-métier d'illustrateur lui a donné un sens du design qu'il utilise pour concevoir les décors des pièces dans lesquelles il joue, notamment au théâtre Jacksonville, le menant jusqu'au poste de directeur technique. Il s'occupe aussi d'animer des ateliers sur Shakespeare et de donner des cours de théâtre.
En 1993, il part à l'Alabama Shakespeare Festival et obtient un « Professional Actor Training M.F.A. ». Il y rencontre celle qui deviendra sa femme, Carrie Preston, et la suit jusqu'à New York.

## Carrière
Il connaît son premier succès critique en 1997 dans Gross Indecency: The Three Trials of Oscar Wilde (en) de Moisés Kaufman où il tient le rôle d'Oscar Wilde. Les portes commencent à s'ouvrir à Broadway et on le retrouve dans The Iceman Cometh, Give Me Your Answer, Do! et Hedda Gabler (avec Kate Burton). Il commence aussi à jouer à la télévision, même si les planches restent son terrain de prédilection.
En 2001, il décroche un Emmy Award pour sa prestation dans The Practice où il tient le rôle du serial killer, William Hinks, alors que personne ne le connaît. Cela ne lui servira pourtant pas à se faire connaître du grand public : trois jours plus tard les attentats du 11 septembre 2001 concentreront toute l'attention médiatique.
Il s'éloigne alors de la télévision, et tente quelques apparitions au cinéma : un second rôle dans Le Projet Laramie, de Moisés Kaufman, dans le film d'horreur à succès Saw en 2004, puis dans le blockbuster La Légende de Zorro, de Martin Campbell. C'est néanmoins à la télévision qu'il va se confirmer.

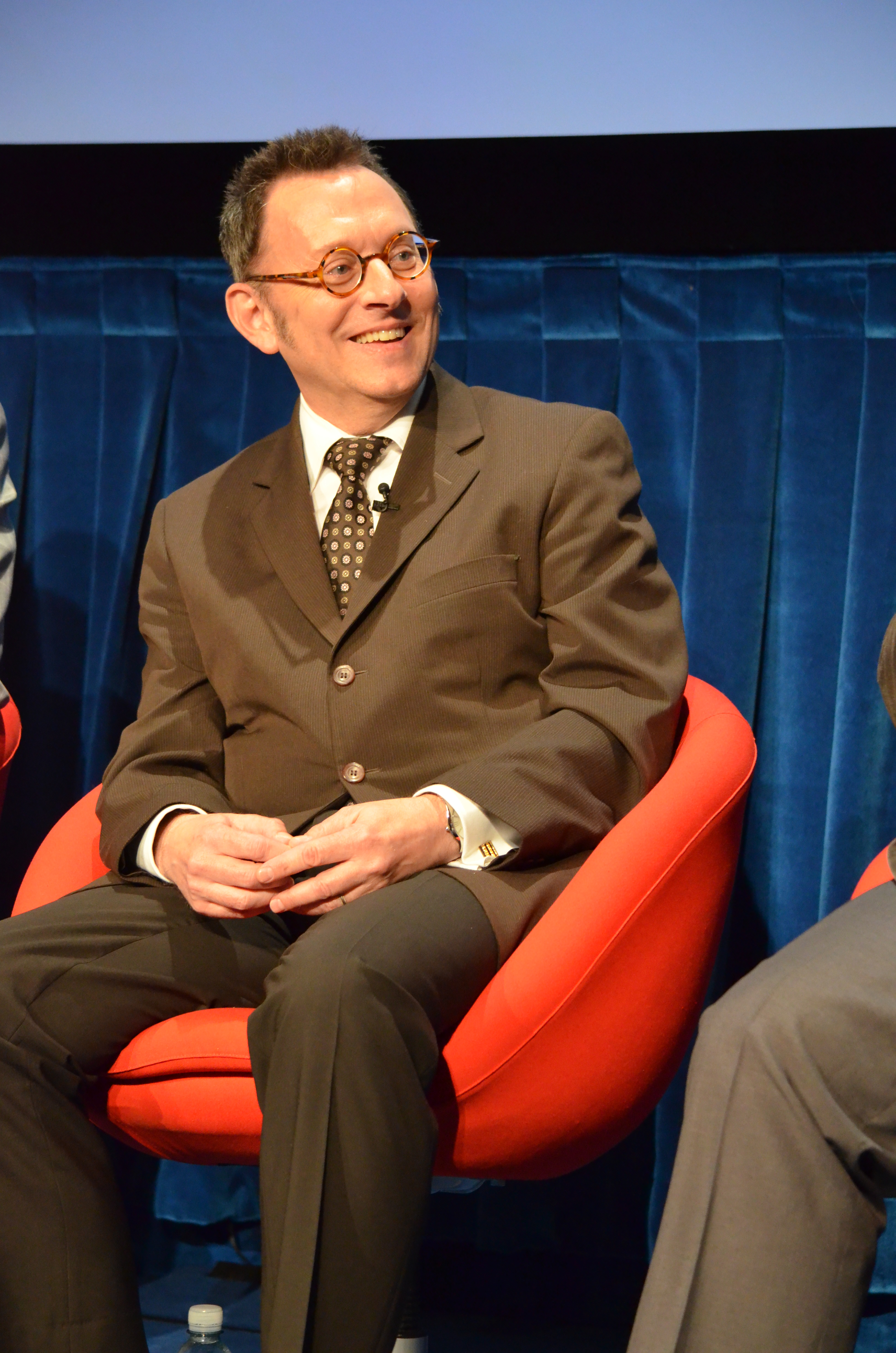
Michael Emerson en mai 2012.

À partir de 2006, le rôle de Benjamin Linus dans la série télévisée Lost : Les Disparus (première apparition : le quatorzième épisode de la saison 2) le propulse sur le devant de la scène médiatique internationale. Il était initialement engagé pour trois épisodes, mais les producteurs, enchantés par son interprétation, décident de lui donner une place plus importante au sein de la troisième saison et des saisons suivantes. Il décroche en 2009 un Emmy Award du meilleur second rôle pour son interprétation glaciale et charismatique.
Lorsque Lost se conclut en 2010, il travaille à une autre série (Odd Jobs) avec son ancien partenaire Terry O'Quinn, mais le projet n'aboutit pas. À la recherche d'un autre rôle, il lit un script de Jonathan Nolan et s'enthousiasme pour le concept et son personnage. A partir du 22 septembre 2011 est diffusée sur la chaîne CBS la série Person of Interest dans laquelle il tient le rôle de Harold Finch, un mystérieux milliardaire qui, par le passé, a conçu pour le gouvernement une machine capable de prédire les actes terroristes à New York. La série parvient à fédérer un public solide et fidèle, mais une forte baisse d'audience à la saison 4 conduit à son arrêt, au terme d'une cinquième saison raccourcie, programmée en mai-juin 2016 aux États-Unis.
De 2019 à 2024, il joue le rôle d'un antihéros dans la série télévisée dramatique surnaturelle Evil, pendant 5 saisons (la dernière courte de 4 épisodes). Le Washington Post le qualifie à cette occasion de "most beloved creepy guy", c'est-à-dire d'acteur terrifiant le plus aimé.

## Théâtre
- Othello, Université de Floride
- 1986 : Noises Off (rôle de Gary), Théâtre Jacksonville
- 1987 : Roméo et Juliette
- 1990 : The Importance of Being Earnest, Arkansas Repertory Theatre
- Hamlet (rôle d'Hamlet), Players-By-The-Sea Theatre, Jacksonville Beach, Floride
- 1994 : The Tempest (rôle de Ferdinand), Alabama Shakespeare Festival
- 1994 : Hamlet (rôle de Rosencrantz), Alabama Shakespeare Festival
- 1994 : All's Well That Ends Well, Alabama Shakespeare Festival
- 1994 : Henry IV, Part 1, Alabama Shakespeare Festival
- 1994 : A Christmas Carol, Alabama Shakespeare Festival
- 1994 : The Crucible, Alabama Shakespeare Festival
- 1995 : Amadeus, Arkansas Repertory Theatre
- 1995 : Androcles and the Lion, Alabama Shakespeare Festival
- 1997 : Gross Indecency: The Trials of Oscar Wilde (rôle d'Oscar Wilde), Minetta Lane Theatre, Broadway
- 1998 : Le Misanthrope, Classic Stage Company
- 1999 : The Iceman Cometh (rôle de Willie Oban), Brooks Atkinson Theatre
- 1999 - 2000 : Give Me Your Answer, Do! (rôle de David Knight), Gramercy Theatre, Broadway
- 2000 : Hedda Gabler (rôle de George Tesman), Williamstown Theatre Festival
- 2001 - 2002 : Hedda Gabler (rôle de George Tesman), Ambassador Theatre, Broadway
- 2002 : Only the End of the World (rôle de Louis), Theatre 3, Broadway
- 2002 : Frequency Hopping (rôle de George Antheil), Hourglass Group
- 2003 : Tartuffe (rôle de Cléante), American Airlines Theatre, Broadway
- 2003 : Measure for Measure (rôle de Duke Vincentio), California Shakespeare Theater, Orinda, Californie
- 2004 : Someone Who'll Watch Over Me
- 2005 : Hamlet (rôle de Ghost, Claudius, Osric, and Guildenstern), McCarter Theatre Center, Princeton, New Jersey
- 2005 : Bach at Leipzig (rôle de Schott), New York Theatre Workshop
- 2008 : Likeness, Primary Stages Theater
- 2008 : Every Good Boy Deserves Favor, Chautauqua Theater Company

## Filmographie

### Cinéma
- 1998 : Les Imposteurs de Stanley Tucci : l'assistant de Burtom
- 1998 : La Carte du cœur de Willard Carroll : Bosco
- 2002 : Le Projet Laramie de Moisés Kaufman : le révérend
- 2004 : Saw de James Wan : Zep Hindle
- 2005 : La Légende de Zorro de Martin Campbell : Harrigan
- 2006 : Jumping off Bridges de Kat Candler : Frank Nelson
- 2008 : Ready? OK! de James Vasquez : Charlie New
- 2013 : Batman: The Dark Knight Returns : le Joker (animation)

### Télévision
- 2000 : The Practice (série télévisée) : William Hinks (saison 5, épisodes 8 à 13)
- 2002 : X-Files (série télévisée) : Oliver Martin (saison 9, épisode 18 : Irréfutable)
- 2002 : New York, section criminelle (série télévisée) : Gerry Rankin (saison 1, épisode 16)
- 2003 : FBI : Portés disparus (série télévisée) : Stuart Wesmar (saison 1, épisode 19)
- 2003 : Whoopi (série télévisée) : Thomas Erickson (saison 1, épisode 11)
- 2004 : New York, unité spéciale : Allan Shaye (saison 5, épisode 14)
- 2005 : The Inside : Dans la tête des tueurs (série télévisée) : Marty Manning (saison 1, épisode 3)
- 2005 - 2010 : Lost : Les Disparus (série télévisée) : Benjamin Linus (saisons 2 à 6)
- 2011 : Parenthood (série télévisée) : Andy Fitzgerald (saison 2, épisode 16)
- 2011 - 2016 : Person of Interest (série télévisée) : Harold Finch
- 2017 : Arrow (série télévisée) : Cayden James (Saison 6- 7 épisodes)
- 2019 : Le Nom de la rose (série télévisée) : Abbon
- 2019 - 2024 : Evil (série télévisée): Leland Townsend
- 2024 : Fallout (série télévisée) : Wilzig
- 2024 : Elsbeth (série télévisée) : le juge Milton Crawford (saison 2)

## Distinctions

### Récompenses
- 2001 : Primetime Emmy Award du meilleur acteur invité dans une série télévisée dramatique pour The Practice
- 2008 : Saturn Award du meilleur acteur de télévision dans un second rôle pour Lost : Les Disparus
- 2009 : Primetime Emmy Award du meilleur acteur dans un second rôle dans une série télévisée dramatique pour Lost : Les Disparus

### Nominations
- 2006, 2007 : Nommé au Satellite Award du meilleur acteur dans un second rôle dans une série télévisée pour Lost : Les Disparus
- 2007 : Nommé au Teen Choice Awards du meilleur méchant à la télévision pour Lost : Les Disparus
- 2007, 2008, 2010 : Nommé au Primetime Emmy Award du meilleur acteur dans un second rôle dans une série télévisée dramatique pour Lost : Les Disparus
- 2007, 2009, 2010 : Nommé au Festival de télévision de Monte-Carlo comme meilleur acteur dans une série dramatique pour Lost : Les Disparus
- 2007, 2009, 2010, 2011 : Nommé au Saturn Award du meilleur acteur de télévision dans un second rôle pour Lost : Les Disparus
- 2010 : Nommé au Golden Globe du meilleur acteur dans un second rôle dans une série, une mini-série ou un téléfilm pour Lost : Les Disparus

## Voix francophones
En version française, Michael Emerson est dans un premier temps doublé par Vincent Violette dans New York, section criminelle, Guy Chapellier dans Le Projet Laramie, Jean-Pierre Denys dans FBI : Portés disparus, Jean-Loup Horwitz dans New York, unité spéciale, Xavier Béja dans The Inside,, Jean-Pierre Leroux dans La Légende de Zorro et à deux reprises par Philippe Bellay dans The Practice et X-Files. 
Par la suite, Jean-Luc Kayser devient sa voix la plus régulière, le doublant tour à tour dans Lost, Parenthood, Person of Interest, Arrow et Evil. 
À titre exceptionnel, il est remplacé par Guillaume Lebon dans Claws, Cyrille Artaux dans Le Nom de la rose et Pierre Tessier dans Fallout.